# Championnat du Soudan de football 2019-2020
Navigation
Saison précédente Saison suivante
La saison 2019-2020 du Championnat du Soudan de football est la cinquante-sixième édition de la première division au Soudan, la Sudan Premier League. Le championnat change de format cette saison, il se déroule avec une poule de dix-sept équipes qui se rencontrent deux fois. À la fin de ce championnat les trois derniers sont relégués directement. Les clubs classés 13e et 14e disputent un barrage de montée-relégation contre deux autres clubs de deuxième division.
Le club Al Merreikh Omdurman remporte le championnat.
Le championnat a été interrompu le 15 mars 2020 à cause de la pandémie de Covid-19. Le championnat reprend le 16 septembre 2020.

## Qualifications continentales
Les deux premiers du classement se qualifient pour la prochaine édition de la Ligue des champions de la CAF. Les 3e et 4e disputeront la Coupe de la confédération 2020-2021.

## Les clubs participants
- Al Hilal Omdurman
- Al-Rabta Kosti
- Hay Al Arab Port-Soudan
- Al Ahli Merowe
- Al Amal Atbara
- Al Hilal Obayid
- Al Ahli Khartoum
- Hay Al-Wadi
- Al Merreikh Omdurman
- Al Hilal Kaduqli
- Al Merreikh Al Fasher
- Al Khartoum SC
- Al Ahly Shendi
- Al-Shorta Al-Qadarif
- Al-Ahli Atbara - Promu de D2
- Al-Falah - Promu de D2
- Al-Hilal Al-Fasher - Promu de D2

## Compétition
Le barème de points servant à établir les classements se décompose ainsi :
- Victoire : 3 points
- Match nul : 1 point
- Défaite : 0 point

### Classement
| Rang | Équipe                  | Pts | J  | G  | N  | P  | Bp | Bc | Diff |
| ---- | ----------------------- | --- | -- | -- | -- | -- | -- | -- | ---- |
| 1    | Al Merreikh OmdurmanT   | 74  | 32 | 23 | 5  | 4  | 60 | 17 | +43  |
| 2    | Al Hilal Omdurman       | 69  | 32 | 21 | 6  | 5  | 62 | 19 | +43  |
| 3    | Al Hilal Obayid         | 58  | 32 | 16 | 10 | 6  | 49 | 24 | +25  |
| 4    | Al Amal Atbara          | 53  | 32 | 14 | 11 | 7  | 43 | 29 | +14  |
| 5    | Hay Al-Wadi             | 49  | 32 | 12 | 13 | 7  | 29 | 22 | +7   |
| 6    | Hay Al Arab Port-Soudan | 49  | 32 | 14 | 7  | 11 | 38 | 42 | -4   |
| 7    | Al Merreikh Al Fasher   | 48  | 32 | 13 | 9  | 10 | 38 | 30 | +8   |
| 8    | Al Khartoum SC          | 46  | 32 | 11 | 13 | 9  | 30 | 18 | +12  |
| 9    | Al Ahly Shendi          | 44  | 32 | 13 | 5  | 14 | 42 | 35 | +7   |
| 10   | Al Ahli Merowe          | 41  | 32 | 11 | 8  | 13 | 28 | 35 | -7   |
| 11   | Al Ahli Khartoum        | 39  | 32 | 12 | 9  | 13 | 36 | 40 | -4   |
| 12   | Al-Hilal Al-Fasher P    | 37  | 32 | 9  | 10 | 13 | 27 | 39 | -12  |
| 13   | Al Hilal Kaduqli        | 32  | 32 | 7  | 11 | 14 | 28 | 46 | -18  |
| 14   | Al-Shorta Al-Qadarif    | 32  | 32 | 8  | 8  | 16 | 32 | 51 | -19  |
| 15   | Al-Falah Atbara P       | 30  | 32 | 7  | 9  | 16 | 29 | 47 | -18  |
| 16   | Al-Rabta Kosti          | 26  | 32 | 7  | 5  | 20 | 27 | 58 | -31  |
| 17   | Al-Ahli Atbara P        | 17  | 32 | 4  | 5  | 23 | 26 | 72 | -46  |

|  | Qualification pour la Ligue des champions de la CAF 2020-2021           |
|  | Qualification pour la Coupe de la confédération 2020-2021               |
|  | Participation aux barrages de relégation                                |
|  | Relégation directe                                                      |
|  | T : Tenant du titre C : Vainqueur de la Coupe du Soudan P : Promu de D2 |

### Barrage de promotion-relégation
Match aller le 26 octobre 2020 :
Al Hilal Kaduqli - Wad Nobawi (D2) 0-0  
Al-Shorta Al-Qadarif - Sbdo Al-Daeen (D2)  0-0
Match retour le 29 octobre 2020 :
Wad Nobawi (D2) - Al Hilal Kaduqli 0-1 
Sbdo Al-Daeen (D2) -  Al-Shorta Al-Qadarif 0-0 (4-5t. a. b.)
Les clubs se maintiennent dans leurs divisions respectives.

## Bilan de la saison
| Championnat du Soudan de football 2019-2020                        |                                  |
| Champion                                                           | Al Merreikh Omdurman (21e titre) |
| Coupes et trophées                                                 |                                  |
| Vainqueur de la Coupe du Soudan 2019-2020                          | compétition abandonnée           |
| Qualifications continentales                                       |                                  |
| Ligue des champions de la CAF 2020-2021                            | Al Merreikh Omdurman             |
| Ligue des champions de la CAF 2020-2021                            | Al Hilal Omdurman                |
| Coupe de la confédération 2020-2021                                | Al Hilal Obayid                  |
| Coupe de la confédération 2020-2021                                | Al Amal Atbara                   |
| Promotions et relégations                                          |                                  |
| Promus en Premier League                                           | Al Hilal Port-Soudan             |
| Promus en Premier League                                           | Tuti SC Khartoum                 |
| Relégués en Championnat du Soudan de football de deuxième division | Al-Falah Atbara                  |
| Relégués en Championnat du Soudan de football de deuxième division | Al-Rabta Kosti                   |
| Relégués en Championnat du Soudan de football de deuxième division | Al-Ahli Atbara                   |